# جيروم إي. سينجر
جيروم إي. سينجر (بالإنجليزية: Jerome E. Singer)‏ هو عالم نفس أمريكي، ولد في 1934 في نيويورك في الولايات المتحدة، وتوفي في 2010.

## وصلات خارجية
- جيروم إي. سينجر على موقع الموسوعة البريطانية (الإنجليزية)